# Макробіотика

Макробіотичні дієти засновані на концепції балансу їнь та ян

Макробіотика або макробіотичне харчування — нетрадиційна обмежена дієта, заснована на ідеях, запозичених з дзен-буддизму. Дієта прагне збалансувати так звані елементи їнь та ян у їжі та посуді. Основні принципи макробіотичної дієти — зменшити кількість продуктів тваринного походження, їсти місцеві продукти, вирощені в сезон, і споживати їжу в помірних кількостях.
Не існує якісних клінічних доказів того, що макробіотична дієта корисна для людей з раком або іншими захворюваннями, натомість вона може навіть бути шкідливою. Ані Американське онкологічне товариство, ані Центр дослідження раку у Великій Британії не рекомендують дотримуватися цієї дієти. Повідомлялося про випадки смерті від недоїдання під час суворого дотримання макробіотичної дієти.

## Суть вчення
Макробіотична дієта пов'язана з дзен-буддизмом й базується на ідеї збалансування їнь та ян. Дієта пропонує десять планів, дотримуючись яких, можна досягти нібито ідеального балансу їнь ян — 5:1. Дієту популяризував Джордж Озава у 1930-х роках, а пізніше доопрацював його учень Мічіо Куші. Історик медицини Барбара Клоу пише, що, як і багато інших видів шарлатанства, макробіотика дотримується погляду на хворобу і лікування, який суперечить засадам доказової медицини.
Макробіотика віддає перевагу місцево вирощеним цільнозерновим злакам, бобовим, овочам, їстівним морським водоростям, ферментованим соєвим продуктам і фруктам. Деякі прихильники макробіотики підкреслюють, що «їнь і ян» є відносними якостями, які можуть бути визначені тільки в порівнянні. Вважається, що вся їжа вбирає в себе обидві властивості, але одна з них домінує. «Ян-продукти» характеризуються як компактні, щільні, важкі й гарячі, тоді як «їнь-продукти» є більш експансивними, легкими, холодними й дифузними:22–25. Однак ці терміни відносні — «ян» або «їнь характеристики» окремо взятих продуктів розглядаються лише у порівнянні з іншими харчовими продуктами:44–49.
Коричневий рис та інші цільнозернові продукти, такі як ячмінь, пшоно, овес, кінва, спельта, жито і теф, прихильниками макробіотичної дієти вважаються продуктами, в яких їнь і ян найбільш близькі до балансу. Тому списки макробіотичних продуктів, які класифікують їжу як «їнь» або «ян», зазвичай порівнюють їх з цільнозерновими:71–78.
Пасльонові овочі, зокрема помідори, перець, картопля і баклажани, а також шпинат, буряк і авокадо не рекомендуються або обмежено вживаються в макробіотичній кулінарії, оскільки вважаються «дуже їнь». Деякі макробіотичні практики також не рекомендують вживати пасльонові через алкалоїд соланін, який, як стверджують, впливає на баланс кальцію. Деякі прихильники макробіотичної дієти вважають, що пасльонові овочі можуть спричиняти запалення й остеопороз.

## Практика

### Раціон

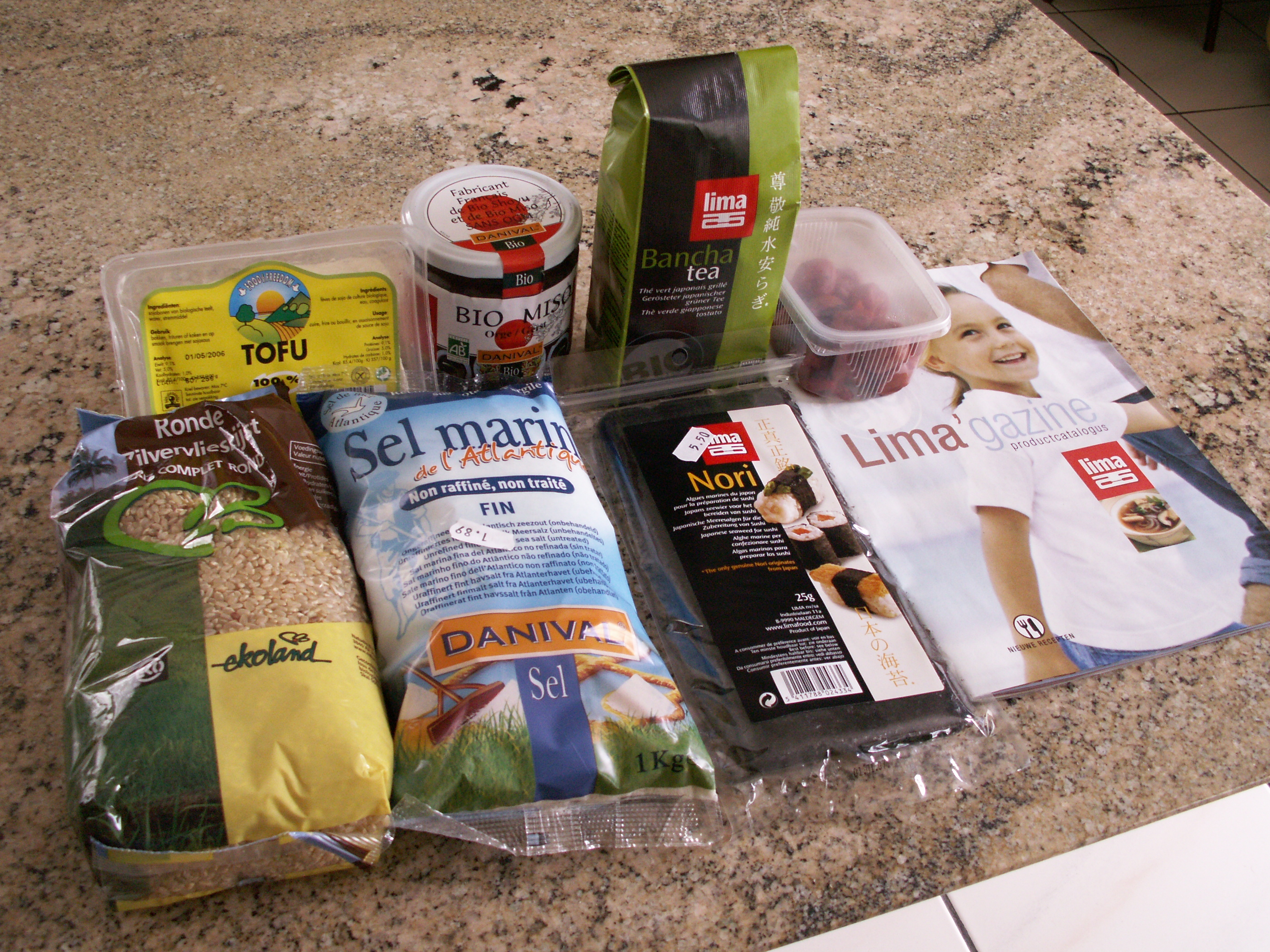
Деякі базові інгредієнти у макробіотичній дієті

Макробіотична дієта вважається нетрадиційною або модною дієтою. Деякі загальні рекомендації для макробіотичної дієти наведені нижче:
- Цільнозернові злаки, особливо коричневий рис: 50—60 %[8].
- Овочі: 20—30 %.
- Квасоля та морські овочі: 5—10 %

За бажанням можна їсти невелику кількість білої риби та фруктів. Горіхи та насіння вживаються не часто, але дозволяються як рідкісні перекуси, якщо вони злегка підсмажені. Напої включають трав'яні чаї, зернову каву та чай з обсмаженого ячменю.

### Посуд
Посуд для приготування їжі повинен бути виготовлений з певних матеріалів, таких як дерево або скло, в той час як деяких матеріалів, таких як пластик, мідь і антипригарні покриття, слід уникати. Не слід використовувати електричні духовки.